# Herbert von Dirksen
Herbert von Dirksen (né le 2 avril 1882 à Berlin – mort le 19 décembre 1955 à Munich) est un diplomate allemand. Il est le dernier ambassadeur allemand à Londres avant la Seconde Guerre mondiale.
Avant de devenir ambassadeur allemand à Londres, Von Dirksen travaille au ministère des Affaires étrangères aux côtés de Gustav Stresemann.
Entre 1928 et 1933, il est ambassadeur d'Allemagne en Russie et entre 1933 et 1938, ambassadeur d'Allemagne au Japon.

## Éléments biographiques
Herbert von Dirksen est issu d'une famille originaire des Pays-Bas, au service de la Prusse depuis de nombreuses générations et est le fils du diplomate Willibald von Dirksen (de). Après ses études de droit, il entre dans les services administratifs prussiens.
Pendant la Première Guerre mondiale, il travaille dans l'administration allemande en Belgique et dans la légation de La Haye. En 1918, il intègre le ministère des Affaires étrangères et s'occupe principalement des affaires d'Europe de l'Est jusqu'à sa nomination comme ambassadeur à Moscou en 1928, son premier poste d'ambassadeur.
En 1933, il est muté à Tokyo. Il est écarté des négociations du pacte anti-Komintern en 1936, Joachim von Ribbentrop ayant traité directement avec le Japon.
En 1938, il est nommé à Londres. Il est impliqué dans les négociations qui ont lieu en 1939. Il se trouve en Allemagne au moment de la déclaration de la guerre et est mis à la retraite.
Herbert von Dirksen publie ses mémoires en 1949 sous le titre : Moskau. Tokio. London. Erinnerungen und Betrachtungen zu 20 Jahren deutscher Aussenpolitik 1919-1939.